# Bernie Calvert
Bernard Bamford Calvert (Brierfield, 16 september 1942) is een Britse rock- en popmuzikant (basgitaar, toetsen), die van 1966 tot 1981 speelde bij The Hollies.

## Biografie
Calvert werkte in het begin van de jaren 1960 met verschillende rock-'n-roll bands, met name Rickie Shaw & the Dolphins, waar hij werkte met de toekomstige Hollies-leden Tony Hicks en Bobby Elliott. Van oorsprong pianist zijnde, ging Calvert op voorstel van Hicks, over op basgitaar.
Na het uiteenvallen van de Dolphins speelde Calvert in een aantal semi-professionele outfits. Omdat zijn muzikale carrière echter niet wilde vlotten, nam Calvert een fabrieksbaan aan, totdat hij werd gevraagd om de toenmalige bassist Eric Haydock van The Hollies te vervangen voor een tournee door Scandinavië. Na de tournee speelde Calvert op een album van The Everly Brothers en op de single Bus Stop van The Hollies, voordat hij terugkeerde naar zijn fabrieksbaan. Kort daarna werd hij in 1966 uitgenodigd om zich permanent aan The Hollies te verbinden.
Calvert was bevriend met Mama Cass Elliot van The Mamas and the Papas.

## Basgitaren
Fender Precision'. Nadat Eric Haydock de band verliet, werd Calvert gevraagd hem te vervangen en toen hij voor het eerst bij The Hollies kwam, was zijn eerste keuze van de elektrische bas de Fender Precision Bass. De Fender Precision was een vroeg model, nog steeds voorzien van pick-up en brugdeksels. Calvert was in zijn vroege jaren te zien bij de band van 1966 tot begin 1967. Maar dit specifieke model van de elektrische bas zou weer opduiken in 1969, toen deze bas in talloze opnamen en live-optredens werd gebruikt en Calvert gebruikte deze bas tot zijn vertrek in 1980.
Fender Jazz. Na de Fender Precision Bass stapte Calvert over naar een veelzijdiger model van Fender Bass, de Jazz Bass. Net als de Fender Precision Bass is het een vroeg model, nog steeds voorzien van pick-up en brugdeksels. Calvert zou dit model van de elektrische bas begin 1967 verwerven en zou deze basgitaar uitgebreid gebruiken in 1968, totdat zijn Fender Precision in 1969 weer opdook. Sommige nummers met de Jazz Bass zouden net zo opmerkelijk zijn als On A Carousel, Carrie-Anne, King Midas in Reverse, enzovoorts.
Rickenbacker 4000. In het begin van de jaren 1970, rond 1970 of 1971, kocht Calvert een Rickenbacker 4000 bas. De Rickenbacker 4000 bas was een vroeg model in de bascatalogus van Rickenbacker, het was een eenvoudige bas, met slechts één pickup bij de brug. De duidelijke toon van de Rickenbacker hielp Calvert in de jaren 1970 bij het opnemen en uitvoeren. Hoewel hij vaker zou optreden met de Precision, was zijn Rickenbacker het meest te horen in jaren 1970 opnamen, zoals het Distant Light album. Calvert zou zich aan deze bas houden tot zijn vertrek uit de band.

## Onderscheidingen
Op 24 september 2009 werden The Hollies genomineerd voor een inwijding in de Rock and Roll Hall of Fame en op 18 december 2009 werden ze aangekondigd als vrijwilligers om op 15 maart 2010 te worden geïntroduceerd. Ze werden op de RRHOF-ceremonie vertegenwoordigd door Allan Clarke, Graham Nash, Terry Sylvester, Eric Haydock en Calvert. Hoewel al deze leden de band op verschillende momenten hadden verlaten, hielden Bobby Elliott (drums) en Tony Hicks (gitaar) de band aan de gang, maar waren ze niet in staat om aanwezig te zijn omdat ze een voorafgaande reservering hadden. Zij leiden de band nog steeds, vanaf mei 2020.
- MusicBrainz: c0e28f99-cff7-4b3d-b39a-20b894985d53
- Nationale Bibliotheek van Tsjechië: ola2002152111
- Virtual International Authority File: 363149294311780521777